# Памятник павшим воинам-землякам (Нерюктяйинск 2-й)
«Памятник павшим воинам-землякам, погибшим в годы Великой Отечественной войны (1941—1945)» — мемориальный комплекс, посвящённый памяти воинов погибших в годы Великой Отечественной войны в селе Нерюктяйинск 2-й, Нерюктяйинского 2-го наслега, Олёкминского улуса, Республики Саха (Якутия). Памятник истории местного значения.

## Общая информация
После завершения Великой Отечественной войны в городах и сёлах республики Якутия стали активно возводить первые памятники и мемориалы, посвящённые павшим солдатам. В селе Нерюктяйинск 2-й Олёкминского улуса был сооружён целый мемориальный комплекс, который представлен несколькими скульптурными композициями, отражающими историю населённого пункта. Здесь размещены: обелиск, посвящённый борцам за Советскую власть в 1918—1922 годах, памятник ветерану Великой Отечественной войны, кавалеру ордена Ленина, боевого Красного знамени, ордена Красной звезды полковнику Попову Георгию Еремеевичу (1907—1989 гг.), памятник ветерану Великой Отечественной войны, кавалеру ордена Александра Невского и Боевого Красного знамени майору Филатову Алексею Алексеевичу (1913—1984 гг.), а также два памятника посвящённых увековечению памяти воинов-земляков участников Великой Отечественной войны, установленных в разные годы.

## История
Во время войны из 2-го Нерюктяйя были призваны на фронт 135 человек, из них погибли 55 человек. В первые дни войны из 2-го Нерюктяйинского наслега отправились защищать своё Отечество 15 молодых колхозников, до 17 августа 1941 года ещё 16 человек покинули родные края, среди них три учителя — Филатов Е. Е. (погиб под Сталинградом), Антонов Г. Т. и Романов Ф. В. Из этого села в 1941 году призваны четверо Старостиных, все они погибли в разное время защищая Родину. Из маленького посёлка Берденка этого наслега в 1940 году на фронт ушли четверо Тарасовых и все вернулись домой, а пять братьев Седых погибли на войне. До Берлина из 2-го Нерюктяйского наслега дошли Торговкин Григорий Спиридонович и Кылаев Михаил Егорович.
Из 2-го Нерюктяйинского два офицера Советской Армии прославились своим мужеством и подвигами — А. А. Филатов, командир батальона при освобождении города Великие Луки единственный из якутян нанраждён орденом Александра Невского и Потапов Г. Е., политработник, начальник штаба стрелкового полка на Юго-Западном фронте.
В знаменитой Ильменской трагедии 22-23 февраля 1943 года из села 2-й Нерюктяй двое солдат принимали участие: Старостин П. А. и Нанов Д. Е.

## Описание памятника
В центре села Нерюктяйинск 2-й расположен этот комплекс воинам-землякам, павшим в годы Великой Отечественной войны (1941—1945).
Первый памятник выполнен из бетонного прямоугольного обелиска, окрашен белой краской. На вершине размещён лавровый венок Победы золотого цвета с красной звездой. Верхняя часть памятника выполнена из железобетонной плиты вертикально стоящей. По сторонам верхней плиты обелиска установлены отлитые из металла мемориальные таблицы с фамилиями 55 участников Великой Отечественной войны из 2 Нерюктяйинского наслега. Они окрашены в золотой цвет. В верхней части расположен двуступенчатый постамент. Верхняя ступень постамента представляет собой прямоугольную плиту белого цвета, на которой вырезаны даты начала и окончания Великой Отечественной войны «1941-45». Нижняя ступень кубической формы облицована керамическими плитами серого цвета. На ней размещена металлическая табличка с текстом на якутском языке: «Сырдык тыыннарын толук уурбут дьоммут ытык ааттарыгар», в переводе на русский — «Светлая память землякам отдавших свои жизни». Территория вокруг памятника и дорожка выложена тротуарной плиткой красного цвета.
В 2015 году был установлен второй памятник в честь 70-летия Победы в Великой Отечественной войне и представляет собой вертикально установленную мемориальную плиту-стелу из чёрного мрамора с выгравированными именами 18 воинов-земляков павших во имя Победы и 33 ветеранов Великой Отечественной войны. Высота стелы 1,51 метра, ширина 1,20 м и толщина 0,09 м. Установлена на небольшой постамент из того же чёрного мрамора. Площадка перед памятником и дорожка также выложена тротуарной плиткой красного цвета. Весь мемориальный комплекс обнесён металлической оградой.
Комплекс внесён в единый государственный реестр объектов культурного наследия (памятников истории и культуры) народов Российской Федерации в качестве объекта культурного наследия местного (муниципального) значения" от 18 апреля 2016 г. № 288-ОКН.